# Rouellé
Rouellé és un municipi francès situat al departament de l'Orne i a la regió de Normandia. L'any 2007 tenia 201 habitants.

## Demografia

### Població
El 2007 la població de fet de Rouellé era de 201 persones. Hi havia 72 famílies de les quals 20 eren unipersonals (8 homes vivint sols i 12 dones vivint soles), 16 parelles sense fills, 32 parelles amb fills i 4 famílies monoparentals amb fills.
La població ha evolucionat segons el següent gràfic:
Habitants censats

### Habitatges
El 2007 hi havia 118 habitatges, 78 eren l'habitatge principal de la família, 24 eren segones residències i 16 estaven desocupats. 117 eren cases i 1 era un apartament. Dels 78 habitatges principals, 61 estaven ocupats pels seus propietaris i 16 estaven llogats i ocupats pels llogaters; 4 tenien dues cambres, 15 en tenien tres, 19 en tenien quatre i 39 en tenien cinc o més. 64 habitatges disposaven pel capbaix d'una plaça de pàrquing. A 33 habitatges hi havia un automòbil i a 36 n'hi havia dos o més.

### Piràmide de població
La piràmide de població per edats i sexe el 2009 era:
| Homes | Edats   | Dones |
| ----- | ------- | ----- |
| 0     | 95 o +  | 0     |
| 0     | 90 a 94 | 0     |
| 0     | 85 a 89 | 0     |
| 4     | 80 a 84 | 4     |
| 8     | 75 a 79 | 16    |
| 4     | 70 a 74 | 8     |
| 4     | 65 a 69 | 8     |
| 0     | 60 a 64 | 0     |
| 8     | 55 a 59 | 0     |
| 0     | 50 a 54 | 0     |
| 12    | 45 a 49 | 16    |
| 12    | 40 a 44 | 12    |
| 8     | 35 a 39 | 4     |
| 4     | 30 a 34 | 4     |
| 0     | 25 a 29 | 8     |
| 4     | 20 a 24 | 8     |
| 8     | 15 a 19 | 4     |
| 4     | 10 a 14 | 4     |
| 0     | 5 a 9   | 12    |
| 0     | 0 a 4   | 8     |

## Economia
El 2007 la població en edat de treballar era de 125 persones, 94 eren actives i 31 eren inactives. De les 94 persones actives 89 estaven ocupades (50 homes i 39 dones) i 5 estaven aturades (2 homes i 3 dones). De les 31 persones inactives 20 estaven jubilades, 4 estaven estudiant i 7 estaven classificades com a «altres inactius».

### Ingressos
El 2009 a Rouellé hi havia 79 unitats fiscals que integraven 199,5 persones, la mediana anual d'ingressos fiscals per persona era de 13.819 €.

### Activitats econòmiques
Dels 3 establiments que hi havia el 2007, 2 eren d'empreses de construcció i 1 d'una empresa d'hostatgeria i restauració.
L'únic servei als particulars que hi havia el 2009 era un paleta.
L'any 2000 a Rouellé hi havia 24 explotacions agrícoles que ocupaven un total de 780 hectàrees.

## Poblacions més properes
El següent diagrama mostra les poblacions més properes.